# Ilunga Mbili
 (juillet 2021).
Si vous disposez d'ouvrages ou d'articles de référence ou si vous connaissez des sites web de qualité traitant du thème abordé ici, merci de compléter l'article en donnant les références utiles à sa vérifiabilité et en les liant à la section « Notes et références ».
Ilunga Mbidi (ou Ilunga Mbili) Kiluwe est l'une des figures centrales de la mythologie Luba. Un manuscrit songye rédigé par Kitumbika Ngoy, chef suprême des Kalebwe, et traduit en 1976 par Dunja Hersak, relate ce récit.
D'après la tradition orale, Ilunga Mbidi était le père de Kalala Ilunga, deuxième empereur de l'Empire Luba. Il aurait permis à l’empereur Kongolo d’élargir son territoire jusqu'à la création de l'Empire Luba en 1585.
Il aurait été un prince Kunda (tribu proche des Hembas, à l’est de la province du Tanganyika en République démocratique du Congo). En excursion à l’ouest, avec les siens, il aurait rencontré les sœurs du roi Kongolo près du Lac Boya. Celles-ci l’emmenèrent auprès de leur frère qui, à sa rencontre, put distinguer des attributs de noblesse, ce qui l’amena à lui réserver un digne accueil. Kongolo lui donnera ses deux sœurs comme épouses avec qui il aura deux garçons : Kalala Ilunga et Ilunga Tshibinda.
Ilunga Mbidi soutiendra Kongolo dans sa campagne d’expansion, ou il connaîtra de grands succès sur les champs de bataille. Le royaume de Kongolo devint un empire grâce à ses succès, qui commencèrent à faire ombrage à Kongolo. Très vite, l’entourage de Kongolo organisera un complot visant à éliminer Ilunga Mbidi. Celui-ci fut averti par ses épouses, qui l’aideront à fuir laissant derrière lui ses enfants.
Il est dit qu’il serait reparti dans son fief natal, mais l’on entendit plus parler de lui.

## Représentations artistiques
La pièce de théâtre Ilunga Mbidi - Chemins d'exils écrite par la compagnie de théâtre française Arti-Zanat’ se base sur le récit mythologique d'Ilunga Mbidi : "En choisissant d’évoquer la figure d’Ilunga Mbidi, premier empereur Luba, nous souhaitons poser la question de l’exil, d’une nécessaire rupture et des chemins ouverts vers de nouveaux horizons".